# Пођо ала Малва (Прато)
Пођо ала Малва је насеље у Италији у округу Прато, региону Тоскана.
Према процени из 2011. у насељу је живело 411 становника. Насеље се налази на надморској висини од 89 м.